# Huritsko-urartski jezici
Huritsko-urartski jezici su izumrla jezična porodica na drevnom Bliskom istoku. Sastoji se od samo dva poznata jezika, hurijskog i urartskog.
Po nekim teorijama, ovi jezici su srodni sjeveroistočnim kavkaskim jezicima kao što je čečenski.

## Vanjske poveznice
- Hurro-Urartian Borrowings In Old Armenian
- Tree for Hurro-Urartean  Arhivirana inačica izvorne stranice od 17. rujna 2008. (Wayback Machine)